# Procédé Reichstein
Le procédé Reichstein est un procédé chimique pour la production de l'acide ascorbique ou vitamine C à partir du D-gulose. Le procédé combine des étapes chimiques et une étape microbiologique. Ce procédé a été découvert par le prix Nobel Tadeusz Reichstein et ses collègues en 1933 alors qu'il travaillait dans un laboratoire de l'École polytechnique fédérale de Zurich.

## Synthèse
Plusieurs étapes sont nécessaires pour modifier le D-glucose en vitamine C,. La synthèse inclut une étape biologique nécessaire pour obtenir le bon stéréoisomère d'un produit intermédiaire.
- étape 1 : hydrogénation du glucose en D-sorbitol à l'aide d'un catalyseur nickel de Raney ;
- étape 2 : oxydation par fermentation microbienne du D-sorbitol en L-sorbose ;
- étape 3 : protection des groupes hydroxyles par formation d'acétals à l'aide d'acétone et d'acide sulfurique à basse température.
- étape 4 : oxydation avec du permanganate de potassium en solution alcaline ;
- étape 5 : fermeture du cycle par formation d'une γ-lactone par chauffage dans l'eau à 100 °C (rendement de 20 %)[2] ou par estérification et traitement au méthoxyde de sodium dans du méthanol suivie d'une acidification par l'acide chlorhydrique(rendement de 70 %)[2].

Il existe une étape 3.b qui permet la formation directe du composé intermédiaire 5 à partir de l'intermédiaire 3 :
- étape 3.b : oxydation en présence d'oxygène et d'un catalyseur de platine:

1 : D-glucose ; 2 : D-sorbitol ; 3 : L-sorbose ; 4 : 2,3 : 4,6-di-O-isopropylidène-α-l-sorbofuranose ; 5 : acide 2-kéto-L-gulonique ; 6 : acide ascorbique.
Le rendement total de la synthèse (conversion du D-glucose en acide ascorbique) est de 15-18 %.

## Production industrielle
Le procédé a été breveté et vendu à Hoffmann-La Roche en 1935. La première vitamine C synthétique commerciale a été produit par Merck KGaA sous le nom de Cebion.
Depuis lors, diverses modifications ont permis l'amélioration du procédé qui permet actuellement un rendement d'environ 60 % pour la formation d'acide ascorbique à partir de glucose.